# Tchadia Airlines
Tchadia Airlines fue una aerolínea chadiana con base en el Aeropuerto Internacional de Yamena en Yamena, Chad. Fue la aerolínea de bandera de Chad.

## Historia
En agosto de 2018, se anunció que el Gobierno de Chad firmó un acuerdo con Ethiopian Airlines para lanzar una nueva aerolínea nacional para Chad el 1 de octubre de 2018. También se anunció que la aerolínea se llamaría Tchadia Airlines y comenzaría a operar utilizando una flota de 2 Bombardier Dash 8 Q400 transferidos desde Etiopía, y que inicialmente serviría a las cuatro ciudades principales de Chad y a los países vecinos.
Después de tres años consecutivos de pérdidas financieras, la aerolínea fue puesta en liquidación.

## Destinos
Hacia septiembre de 2018, Tchadia Airlines operaba a los siguientes destinos:
| Ciudad       | País                     | Aeropuerto                                    | Notas | Ref.  |
| ------------ | ------------------------ | --------------------------------------------- | ----- | ----- |
| Duala        | Camerún                  | Aeropuerto Internacional de Duala             |       | [ 3 ] |
| Bangui       | República Centroafricana | Aeropuerto Internacional de Bangui M'Poko     |       | [ 3 ] |
| Abéché       | Chad                     | Aeropuerto de Abéché                          |       | [ 3 ] |
| Faya-Largeau | Chad                     | Aeropuerto de Faya-Largeau                    |       | [ 3 ] |
| Moundou      | Chad                     | Aeropuerto de Moundou                         |       | [ 3 ] |
| Yamena       | Chad                     | Aeropuerto Internacional de Yamena            | Hub   | [ 3 ] |
| Sarh         | Chad                     | Aeropuerto de Sarh                            |       | [ 3 ] |
| Niamey       | Níger                    | Aeropuerto Internacional Diori Hamani         |       | [ 3 ] |
| Kano         | Nigeria                  | Aeropuerto Internacional de Kano Mallam Aminu |       | [ 3 ] |
| Jartum       | Sudán                    | Aeropuerto Internacional de Jartum            |       | [ 3 ] |

## Flota
En agosto de 2019, Tchadia Airlines operaba la siguiente aeronave:
| Aeronave               | En servicio | Pedidos | Pasajeros | Pasajeros | Pasajeros | Notas |
| Aeronave               | En servicio | Pedidos | C         | Y         | Total     | Notas |
| ---------------------- | ----------- | ------- | --------- | --------- | --------- | ----- |
| Bombardier Dash 8 Q400 | 2           | —       | 7         | 60        | 67        |       |
| Total                  | 2           | —       |           |           |           |       |